# Kalefeld
Kalefeld est une municipalité allemande du land de Basse-Saxe et l'arrondissement de Northeim.